# 第四方物流
第四方物流专门为第一方物流、第二方物流和第三方物流提供物流规划、咨询、物流信息系统、供应链管理等活动。第四方物流是物流業者提供一個整合性的物流，包括：金融、保險、多站式物流配送的安排。和第三方物流的差別則在第三物流只單純的提供物流服務，第四方物流則是整合性的，例如：可協助進出口關稅問題、收款等功能。
第四方物流是提供物流系统设计与整合者。與第一、第二、第三方物流相比，第四方物流還有諸多爭議，部分學者認為實際上不需要區分第四方物流。

## 歷史
1998年美國埃森哲諮詢公司，為第一方、第二方及第三方物流公司，提供軟件及規劃、諮詢、物流信息系統、供應鏈管理等。埃森哲諮詢公司並不實際參與具體的物流運作。